# Bertoldo di Reichenau
Bertoldo di Reichenau (1030 – Reichenau, 11 marzo 1088) è stato uno storico e monaco cristiano tedesco, dell'Abbazia di Reichenau, contemporaneo dell'imperatore Enrico IV e del papa Gregorio VII, autore delle Cronache.
Fu un dotto monaco benedettino, allievo del monaco e storico Hermannus Contractus, (Ermanno lo Zoppo), del quale continuò l'opera.

## Biografia
Bertoldo compì i suoi studi nell'abbazia benedettina di Reichenau, seguendo il maestro Ermanno. Questi era impegnato a scrivere il Chronicon, una monumentale cronaca che comprendeva tutti gli avvenimenti che si erano succeduti nel mondo dalla nascita di Cristo fino ai suoi tempi. Nel 1054, quando Ermanno si sentì prossimo alla morte, affidò a Bertoldo il compito di completare e proseguire la sua opera. Poiché molta parte di questa era ancora abbozzata su tavolette di cera, Ermanno pregò Bertoldo di revisionarla attentamente e di trascriverla su pergamena.
Della Cronaca di Bertoldo ci sono pervenute due versioni, la prima è una versione a stampa del 1529 che giunge fino all'anno 1066, della seconda abbiamo due manoscritti su pergamena che iniziano con una biografia completa del suo maestro Ermanno, continuano con le Cronache e giungono fino al 1080, uno di essi è conservato nella Biblioteca Nazionale Austriaca di Vienna, l'altro negli archivi del convento delle suore benedettine di Sarnen.
Per molto tempo le due versioni sono state ritenute opera di autori diversi, in quanto la prima è una cronaca piuttosto concisa e imparziale dei tempi difficili immediatamente precedenti l'ascesa al soglio pontificio di Papa Gregorio VII e dei suoi primi anni di pontificato, mentre la seconda è molto di parte e favorevole al papa. Per questo motivo si riteneva che la prima versione fosse quella di Bertoldo, mentre la seconda veniva attribuita ad un anonimo cronista svevo. Nel 1938 gli studi del critico storico Bernhard Schmeidler ribaltarono l'ipotesi: l'autentica Cronaca di Bertoldo sarebbe la seconda, mentre la prima sarebbe stata stilata da un anonimo cronista dell'imperatore che si era servito di Bertoldo come fonte.
Ancora più recentemente lo storico Franz-Josef Schmale ha portato prove a sostegno della tesi che Bertoldo è stato l'autore di entrambe le versioni. Resta comunque da capire l'atteggiamento politico discordante di Bertoldo nelle due versioni, che si potrebbe spiegare con un mutamento di rotta dello stesso, legato anche alla particolare posizione del monastero di Reichenau, che era sotto la protezione imperiale. Questo mutato atteggiamento si desume dalla cronaca dell'elezione papale del 1061. Nella prima versione, Bertoldo propone come legittima l'elezione a papa da parte del Sinodo di Basilea convocato dall'imperatrice reggente Agnese di Poitou, del vescovo di Parma Pietro Cadalo, che passerà alla storia come l'antipapa Onorio II, mentre indica come usurpatore il vero papa Alessandro II. In questo momento l'abbazia è retta dagli abati Meginward e Ruotbert, nominati dall'imperatore Enrico IV. Nella seconda versione, Bertoldo accusa invece Cadalo di simonia e prende posizione per Alessandro II. Nel frattempo il monastero ha eletto un nuovo abate: Ekkehard passando alla fazione papale dell'anti-re Rodolfo di Svevia.
Bertoldo poi aggiunge degli aggiornamenti annuali alla prima versione delle sue Cronache, riportando tutte le riforme di Gregorio VII.
Le Cronache furono poi continuate da Bernoldo di Costanza per gli anni attorno al 1100 e da altri fino al 1175.

## Opere
- (DE)  Berthold von Reichenau, Annales, in «Monumenta Germaniae Historica Scriptores (MGH SS)» V, 268, Hannover 1826
- (DE)  Berthold von Reichenau, Visa seu Elogium, in «Monumenta Germaniae Historica Scriptores (MGH SS)» V, 267, Hannover 1826